# Ommatius argyrochirus
Ommatius argyrochirus là một loài ruồi trong họ Asilidae. Ommatius argyrochirus được Wulp miêu tả năm 1872. Loài này phân bố ở miền Ấn Độ - Mã Lai.